# Stenalcidia illineata
Stenalcidia illineata là một loài bướm đêm trong họ Geometridae.